# 인도 국립도서관

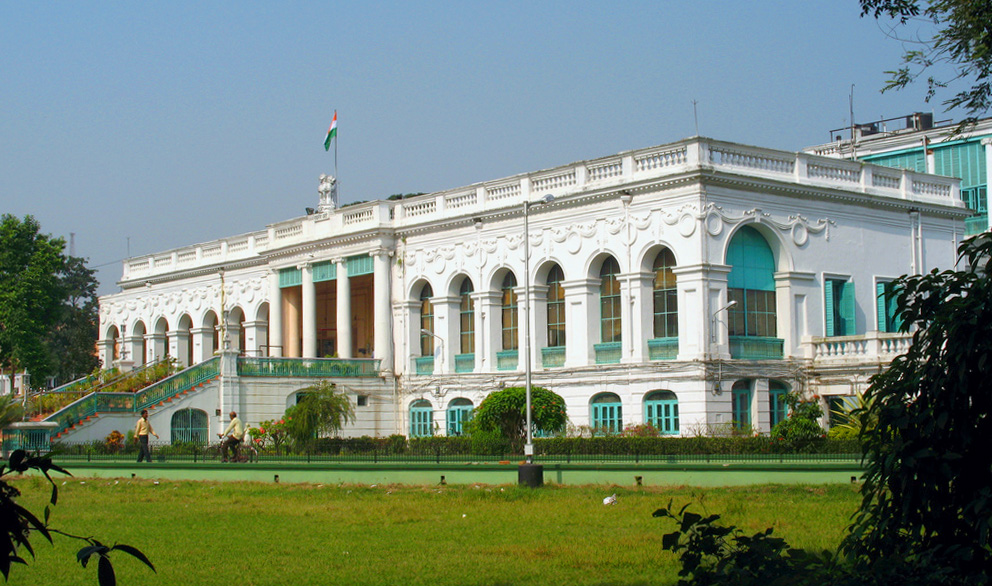

인도 국립도서관(National Library of India)은 인도 콜카타, 알리포레의 벨베데레 영지에 위치한 도서관이다. 규모와 공공 기록 면에서 인도에서 가장 큰 도서관이다. 국립도서관은 문화부 산하 기관이다. 이 도서관은 인도 내에서 생산된 인쇄물을 수집, 배포 및 보존하도록 지정되어 있다. 250만 권 이상의 도서와 기록을 소장하고 있어 국내에서 가장 큰 규모이다.

## 임페리얼 도서관
임페리얼 도서관은 1891년 콜카타의 여러 사무국 도서관들을 통합하여 설립되었다. 이들 중 가장 중요하고 흥미로운 도서관은 내무부 도서관이었는데, 이 도서관은 포트 윌리엄의 동인도 회사 대학 도서관과 런던의 동인도 이사회 도서관에 속했던 많은 책들을 소장하고 있었다. 그러나 도서관 이용은 정부 고위 관리에게만 제한되었다. 아슈토시 무케르지 경은 1910년 임페리얼 도서관 협의회 의장으로 임명되었고, 그는 자신의 개인 소장품 8만 권을 별도의 섹션에 정리하여 기증했다.

## 임페리얼 도서관의 국립도서관 지정

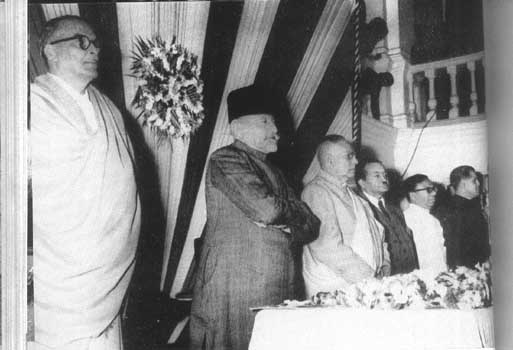
1953년 2월 1일 국립도서관 개관식. 참석자들 (왼쪽부터): B. C. 로이, 마울라나 아자드, H. C. 무케르지, S. S. 바트나가르, 후마윤 카비르, B. S. 케사반.

독립 후 인도 정부는 1948년 임페리얼 도서관 (명칭 변경) 법에 따라 임페리얼 도서관의 이름을 국립도서관으로 변경했으며, 소장품은 에스플라나드에서 현재의 벨베데레 영지로 이전되었다. 1953년 2월 1일 마울라나 아불 칼람 아자드가 국립도서관을 일반에 공개했다. 국립도서관의 명칭은 1976년 인도 국립도서관법 제18조에 따라 인도 국립도서관으로 변경되었다.

이 도서관은 거의 모든 인도 언어로 된 도서, 정기 간행물, 제목을 수집하며, 인도 국립도서관의 특별 소장품에는 최소 15개 언어의 자료가 보관되어 있다. 힌디어 부서에는 19세기까지 거슬러 올라가는 책과 해당 언어로 인쇄된 최초의 책들이 소장되어 있다. 이 소장품들은 86,000개의 지도와 3,200개의 사본으로 구성되어 있다.

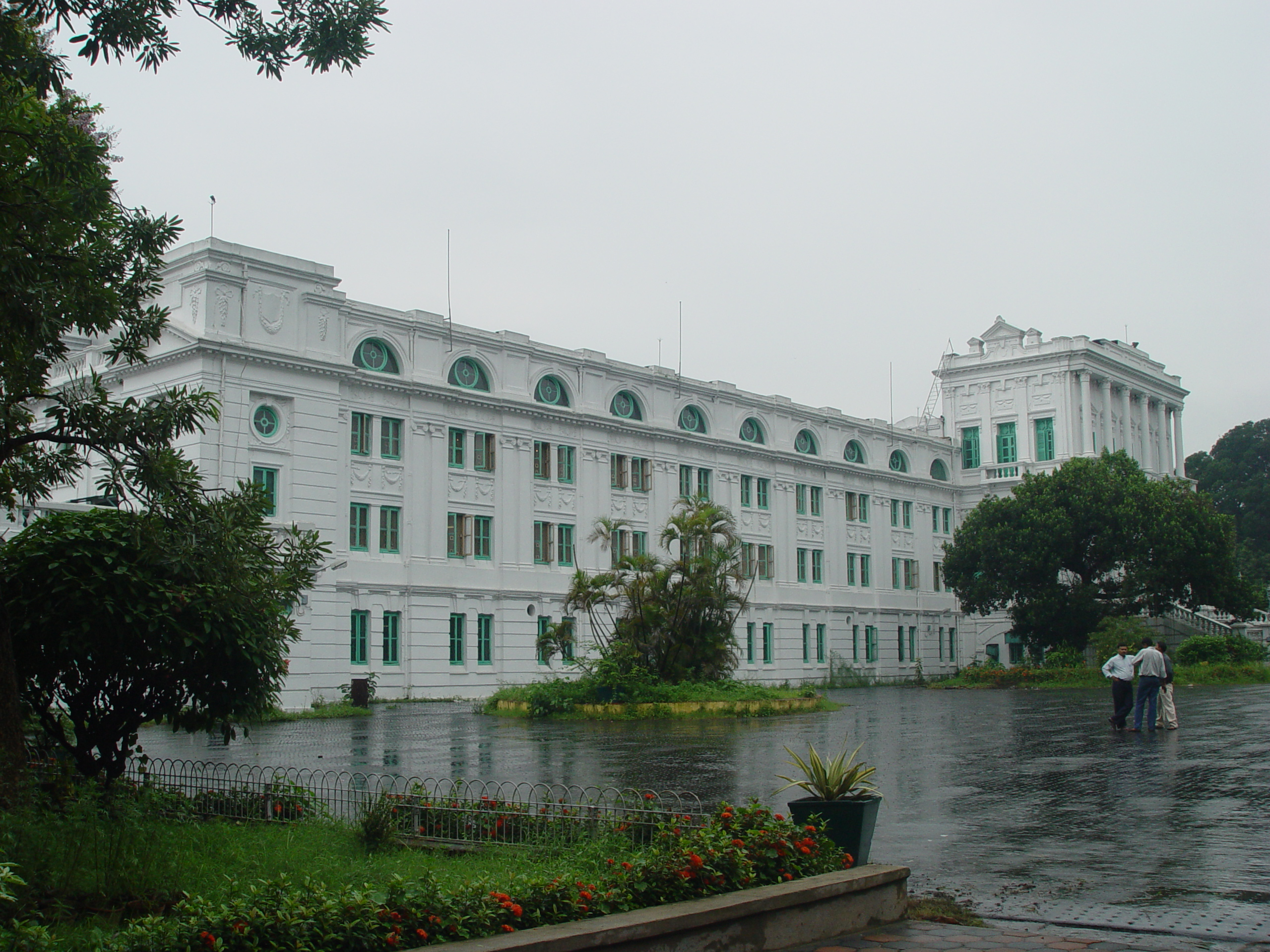
국립도서관

## 숨겨진 방의 발견
2010년, 도서관 소유주인 문화부는 인도 국립 도서관 건물을 인도 고고학 조사국(ASI)을 통해 복원하기로 결정했다. 도서관 건물을 점검하던 중, 보존 엔지니어들은 이전에 알려지지 않은 방을 발견했다. 약 93제곱미터 크기의 비밀스러운 1층 방은 어떤 종류의 입구도 없는 것으로 보였다.
ASI 고고학자들은 방의 천장을 이루는 2층 지역에서 함정을 찾아보려 했지만 아무것도 발견하지 못했다. 이 건물은 역사적, 문화적으로 중요하기 때문에 ASI는 벽을 부수지 않고 구멍을 뚫기로 결정했다. 이 방이 워런 헤이스팅스와 다른 영국 관리들이 사용하던 징벌실이었거나 보물을 보관하는 장소였을 것이라는 추측이 있다.
2011년, 연구원들은 이 방이 건물을 안정화하기 위한 노력의 일환으로 진흙으로 완전히 채워져 있었다고 발표했다.

## 방문
국립도서관은 알리포레의 벨베데레 로드에 위치한다. 평일에는 오전 8시부터 오후 8시까지, 토요일, 일요일 및 인도 정부 공휴일에는 오전 9시 30분부터 오후 6시까지 개방한다.